# Zwierzęta objęte ochroną gatunkową w Polsce (2011–2014)
Zwierzęta objęte ochroną gatunkową w Polsce (2011–2014) – lista taksonów zwierząt, które zostały objęte ochroną gatunkową zgodnie z Rozporządzeniem Ministra Środowiska z dnia 12 października 2011 r. w sprawie ochrony gatunkowej zwierząt. Lista ta zastąpiła poprzednią listę i obowiązywała od 23 listopada 2011 roku do 2 października 2014 roku.

## Ścisła ochrona gatunkowa
Rozporządzenie ministra środowiska z 12 października 2011 roku obejmowało ścisłą ochroną gatunkową następujące zwierzęta:

### Pijawki (Hirudinea)
- pijawka lekarska (Hirudo medicinalis)

### Skorupiaki (Crustacea)
- zmieraczek plażowy (Talitrus saltator)

### Owady (Insecta)
- gadziogłówka żółtonoga (Gomphus flavipes)
- trzepla zielona (Ophiogomphus cecilia)
- iglica mała (Nehalennia speciosa)
- łątka ozdobna (Coenagrion ornaum)
- łątka zielona (Coenagrion armatum)
- straszka północna (Sympecma paedisca)
- miedziopierś górska (Somatochlora alpestris)
- miedziopierś północna (Somatochlora arctica)
- szklarnik leśny (Cordulegaster boltonii)
- zalotka białoczelna (Leucorrhinia albifrons)
- zalotka spłaszczona (Leucorrhinia caudalis)
- zalotka większa (Leucorrhinia pectoralis)
- żagnica północna (Aeshna caerulea)
- żagnica zielona (Aeshna viridis)
- żagnica torfowcowa (Aeshna subarctica)
- stepówka (Gampsocleis glabra)
- Isophya stysi
- modliszka zwyczajna (Mantis religiosa)
- piewik podolski (Cicadetta podolica)
- krynicznia wilgotka (Crunoecia irrorata)
- Carabus olympiae
- biegacz (Carabus spp.) – pozostałe gatunki
- tęczniki (Calosoma spp.) – wszystkie gatunki
- bogatek wspaniały (Buprestis splendens)
- poraj (Dicerca moesta)
- pysznik jodłowy (Eurythyrea austriaca)
- pysznik dębowy (Eurythyrea quercus)
- ciołek matowy (Dorcus parallelipipedus)
- dębosz (Aesalus scarabaeoides)
- jelonek rogacz (Lucanus cervus)
- wynurt (Ceruchus chrysomelinus)
- kałużnica czarna (Hydrophilus aterrimus)
- kałużnica czarnozielona (Hydrophilus piceus)
- borodziej próchnik (Ergates faber)
- dąbrowiec samotnik (Akimerus schaefferi)
- gracz borowy (Tragosoma depasrium)
- kozioróg bukowiec (Cemmbyx scopolii)
- kozioróg dębosz (Cerambyx cerdo)
- nadobnica alpejska (Rosalia alpina)
- sichrawa karpacka (Pseudogaurotina excellens)
- średzinka (Mesosa myops)
- taraniec jedwabisty (Dorcadion holosericeum)
- taraniec paskowany (Dorcadion scopoli)
- taraniec płowy (Dorcadion fulvum)
- zmorsznik białowieski (Stictoleptura variicornis)
- zmorsznik olbrzymi (Macroleptura thoracica)
- Velleius dilatatus
- pogrzybnica Mannerheima (Oxyporus mannerheimii)
- kreślinek nizinny (Graphoderus bilineatus)
- pływak lapoński (Dytiscus lapponicus)
- pływak szerokobrzeżek (Dytiscus latissimus)
- ponurek Schneidera (Boros schneideri)
- kwietnica okazała (Protaetia aeruginosa)
- pachnica dębowa (Osmoderma spp.)
- rozmiazg kolweński (Pytho kolwensis)
- sprężyk rdzawy (Elater ferrugineus)
- pilnicznik fiołkowy (Limoniscus violaceus)
- jeziornica rdestnicowa (Macroplea appendiculata)
- jeziornica rupiowa (Macroplea mutica)
- konarek tajgowy (Phryganophilus ruficollis)
- wygonak (Ochodaeus chrysomeloides)
- zagłębek bruzdkowany (Rhysodes sculcatus)
- zgniotek cynobrowy (Cucujus cinnaberinnus)
- zgniotek szkarłatny (Cucujus haematodes)
- Bolbelasmus unicornis
- krawiec głowacz (Lethrus apterus)
- barczatka kataks (Eriogaster catax)
- szlaczkoń torfowiec (Colias palaeno)
- szlaczkoń szafraniec (Colias myrmidone)
- czerwończyk fioletek (Lycaena helle)
- czerwończyk nieparek (Lycaena dispar)
- modraszek alkon (Maculinea alcon)
- modraszek arion (Maculinea arion)
- modraszek bagniczek (Plebeius optilete)
- modraszek eroides (Polyommatus eroides)
- modraszek gniady (Polyommatus ripartii)
- modraszek nausitous (Maculinea nausithous)
- modraszek orion (Scolitantides orion)
- modraszek Rebela (Maculinea rebeli)
- modraszek telejus (Maculinea teleius)
- krasopani hera (Callimorpha quadripunctaria)
- niepylak apollo (Parnassius apollo)
- niepylak mnemozyna (Parnassius mnemosyne)
- paź żeglarz (Iphidides podalirius)
- dostojka akwilonaris (Boloria aquilonaris)
- dostojka eunomia (Boloria eunomia)
- górówka sudecka (Erebia sudetica)
- mszarnik jutta (Oeneis jutta)
- osadnik wielkooki (Lopinga achine)
- pasyn lucylla (Neptis rivularis)
- przeplatka aurinia (Euphydryas aurinia)
- przeplatka maturna (Euphydryas maturna)
- przestrojnik titonus (Pyronia tithonus)
- skalnik alcyona (Hipparchia alcyone)
- skalnik bryzeida (Chazara briseis)
- skalnik driada (Minois dryas)
- strzępotek edypus (Coenonymha oedippus)
- strzępotek hero (Coenonympha hero)
- strzępotek soplaczek (Coenonympha tullia)
- ksylomka strix (Xylomoia strix)
- wstęgówka bagienka (Catocala pacta)
- postojak wiesiołkowiec (Proserpinus proserpina)
- mrówka łąkowa (Formica pratensis)
- mrówka pniakowa (Formica truncorum)
- mrówka północna (Formica aquilonia)
- mrówka smętnica (Formica lugubris)
- rozrożka chabrowa (Tetralonia dentata)
- trzmiele (Bombus spp.) – wszystkie gatunki z wyjątkiem:
  - trzmiel kamiennik (Bombus lapidarius)
  - trzmiel ziemny (Bombus terrestris)
- porobnica mularka (Anthophora parietina)
- porobnica opylona (Anthophora pubescens)
- porobnica włochatka (Anthophora plumipes)
- zadrzechnia czarnoroga (Xylocopa valga)
- zadrzechnia fioletowa (Xylocopa violacea)

### Pajęczaki (Arachnida)
- gryziele – wszystkie gatunki (Atypidae)
- Bathyphantes eumenis
- Mughiphantes pulcher
- poskocz krasny (Eresus cinnaberinus)
- strojniś nadobny (Philaeus chrysops)

### Ślimaki (Gastropoda)
- zatoczek łamliwy (Anisus vorticulus)
- poczwarówka pagoda (Pagodulina pagodula)
- błotniarka otułka (Myxas glutinosa)
- bursztynka piaskowa (Catinella arenaria)
- igliczek karpacki (Acicula parcelineata)
- pomrowiec nakrapiany (Tandonia rustica)
- pomrowik mołdawski (Deroceras moldavicum)
- poczwarówka górska (Pupilla alpicola)
- poczwarówka Geyera (Vertigo geyeri)
- poczwarówka jajowata (Vertigo moulinsiana)
- poczwarówka kolumienka (Columella columella)
- poczwarówka północna (Vertigo arctica)
- poczwarówka zębata (Truncatellina claustralis)
- poczwarówka zmienna (Vertigo genesii)
- poczwarówka zwężona (Vertigo angustior)
- szklarka podziemna (Oxychilus inopinatus)
- ślimak Bąkowskiego (Trichia bakowskii)
- ślimak Bielza (Trichia bielzi)
- ślimak obrzeżony (Helicodonta obvoluta)
- ślimak ostrokrawędzisty (Helicigona lapicida)
- ślimak Rossmasslera (Chilostoma rossmaessleri)
- ślimak tatrzański (Chilostoma cingulellum)
- ślimak żeberkowany (Helicopsis striata)
- ślimak żółtawy (Helix lutescens)
- świdrzyk kasztanowaty (Macrogastra badia)
- świdrzyk łamliwy (Balea perversa)
- świdrzyk ozdobny (Charpentieria ornata)
- świdrzyk siedmiogrodzki (Vestia elata)
- świdrzyk śląski (Cochlodina costata)
- zawójka rzeczna (Borysthenia naticina)
- poczwarówka pagórkowa (Granaria frumentum)
- niepozorka ojcowska (Falniowskia neglectissima)

### Małże (Bivalvia)
- gałeczka rzeczna (Sphaerium rivicola)
- gałeczka żeberkowana (Sphaerium solidum)
- skójka perłorodna (Margaritifera margaritifera)
- skójka gruboskorupowa (Unio crassus)
- szczeżuja spłaszczona (Pseudanodonta complanata)
- szczeżuja wielka (Anodonta cygnea)

### Kręgouste (Cyclostomata)
- minóg morski (Petromyzon marinus)
- minóg rzeczny (Lampetra fluviatilis)
- minóg strumieniowy (Lampetra planeri)
- minóg ukraiński (Eudontomyzon mariae)

### Ryby (Pisces)
- jesiotr zachodni (Acipenser sturio)
- aloza (Alosa alosa)
- parposz (Alosa fallax)
- ciosa (Pelecus cultratus) – poza obszarem wód Zalewu Wiślanego
- kiełb białopłetwy (Romanogobio albipinnatus)
- kiełb Kesslera (Romanogobio kessleri)
- piekielnica (Alburnoides bipunctatus)
- różanka (Rhodeus sericeus)
- strzebla błotna (Eupallasella perenurus)
- brzanka (Barbus meridionalis)
- kozowate (Cobitidae) – wszystkie gatunki
- śliz (Barbatula barbatula)
- pocierniec (Spinachia spinachia)
- igliczniowate (Syngnathidae) – wszystkie gatunki
- babka czarna (Gobius niger)
- babka czarnoplamka (Gobiusculus flavescens)
- babka mała (Pomatoschistus minutus)
- babka piaskowa (Pomatoschistus microps)
- głowacz białopłetwy (Cottus gobio)
- głowacz pręgopłetwy (Cottus poecilopus)
- kur rogacz (Myoxocephalus quadricornis)
- dennik (Liparis liparis)

### Płazy (Amphibia)
- płazy (Amphibia) – wszystkie gatunki

### Gady (Reptilia)
- gniewosz plamisty (Coronella austriaca)
- wąż Eskulapa (Elaphe longissima)
- żmija zygzakowata (Vipera berus)
- żółw błotny (Emys orbicularis)
- gady (Reptilia) – pozostałe gatunki

### Ptaki (Aves)
- kormoran czubaty (Phalacrocorax aristotelis)
- kormoran mały (Phalacrocorax pygmeus)
- pelikan kędzierzawy (Pelecanus crispus)
- pelikan różowy (Pelecanus onocrotalus)
- czaplowate (Ardeidae) – wszystkie gatunki z wyjątkiem:
  - czapli siwej (Ardea cinerea)
- bocian biały (Ciconia ciconia)
- bocian czarny (Ciconia nigra)
- kaczkowate (Anatidae) – pozostałe gatunki, z wyjątkiem:
  - cyraneczki (Anas crecca)
  - czernicy (Aythya fuligula)
  - gęgawy (Anser anser)
  - bernikli kanadyjskiej (Brandta canadensis)
  - gęsi białoczelnej (Anser albifrons)
  - gęsi zbożowej (Anser fabalis)
  - głowienki (Aythya ferina)
  - krzyżówki (Anas platyrhynchos)
- jastrzębiowate (Accipitridae) – wszystkie gatunki
- rybołów (Pandion haliaetus)
- sokołowate (Falconidae) – wszystkie gatunki
- głuszcowate (Tetraonidae) – wszystkie gatunki, z wyjątkiem:
  - jarząbka (Bonasa bonasia)
- przepiórka (Coturnix coturnix)
- przepiórniki (Turnicidae) – wszystkie gatunki
- żuraw (Grus grus)
- dropie (Otididae) – wszystkie gatunki
- chruściele (Rallidae) – wszystkie gatunki, z wyjątkiem:
  - łyski (Fulica atra)
- kulon (Burhinus oedicnemus)
- siewkowate (Charadriidae) – wszystkie gatunki
- mewy (Laridae) – wszystkie gatunki z wyjątkiem;
  - mewy białogłowej (Larus cachinnans)
  - mewy srebrzystej (Larus argentatus)
- bekasowate (Scolopacidae) – wszystkie gatunki z wyjątkiem:
  - słonki (Scolopax rusticola)
- rybitwy (Sternidae) – wszystkie gatunki
- gołębie (Columbidae) – wszystkie gatunki z wyjątkiem:
  - gołębia grzywacza (Columba palumbus)
  - gołębia skalnego forma miejska (Columba livia f. urbana)
- puszczykowate (Strigidae) – wszystkie gatunki
- płomykówka (Tyto alba)
- zimorodek (Alcedo atthis)
- kraska (Coracias garrulus)
- żołna (Merpos apiaster)
- dudek (Upupa epops)
- dzięcioły (Picidae) – wszystkie gatunki
- wróblowe (Passeriformes) – wszystkie gatunki z wyjątkiem:
  - gawrona (Corvus frugilegus)
  - kruka (Corvus corax)
  - sroki (Pica pica)
  - wrony siwej (Corvus corone)

### Ssaki (Mammalia)
- jeżowate (Erinaceidae) – wszystkie gatunki
- ryjówkowate (Soricidae) – wszystkie gatunki
- nietoperze (Chiroptera) – wszystkie gatunki występujące w Polsce
- zając bielak (Lepus timidus)
- suseł moręgowany (Spermophilus citellus)
- suseł perełkowany (Spermophilus suslicus)
- świstak alpejski (Marmota marmota) (Podgatunek: świstak tatrzański)
- wiewiórka pospolita (Sciurus vulgaris)
- smużka (Sicista betulina)
- smużka stepowa (Sicista subtilis)
- koszatka leśna (Dryomys nitedula)
- orzesznica (Muscardinus avellanarius)
- żołędnica europejska (Eliomys quercinus)
- popielica (Glis glis)
- chomik europejski (Cricetus cricetus)
- darniówka tatrzańska (Pitymys tatricus)
- nornik śnieżny (Chionomys nivalis)
- walenie (Cetacea) – wszystkie gatunki
- wilk (Canis lupus)
- ryś (Felis lynx)
- żbik (Felis silvestris)
- gronostaj (Mustela erminea)
- łasica (Mustela nivalis)
- norka europejska (Mustela lutreola)
- tchórz stepowy (Mustela eversmanii)
- fokowate (Phocidae) – wszystkie gatunki
- niedźwiedź brunatny (Ursus arctos)
- kozica (Rupicapra rupicapra)
- żubr (Bison bonasus)

## Ochrona częściowa
Rozporządzenie ministra środowiska z 12 października 2011 roku obejmowało częściową ochroną gatunkową 23 następujące gatunki zwierząt:
- rak rzeczny (Astacus astacus) – z wyjątkiem obrębów hodowlanych
- rak stawowy (Astacus leptodactylus) – z wyjątkiem obrębów hodowlanych
- trzmiel kamiennik (Bombus lapidarius)
- trzmiel ziemny (Bombus terrestris)
- mrówka ćmawa (Formica polyctena)
- mrówka rudnica (Formica rufa)
- ślimak winniczek (Helix pomatina)
- kormoran (Phalacrocorax carbo)
- czapla siwa (Ardea cinerea)
- mewa białogłowa (Larus cachinnans)
- mewa srebrzysta (Larus argentatus)
- gołębia skalny forma miejska (Columba livia f. urbana)
- gawron (Corvus frugilegus)
- kruk (Corvus corax)
- sroka (Pica pica)
- wrona siwa (Corvus corone)
- kret europejski (Talpa europaea) – z wyjątkiem występującego na terenie ogrodów, upraw ogrodniczych, szkółek, lotnisk, ziemnych konstrukcji hydrotechnicznych oraz obiektów sportowych
- bóbr europejski (Castor fiber)
- badylarka (Micromys minutus)
- karczownik ziemnowodny (Arvicola amhibius) – z wyjątkiem występującego na terenie sadów, ogrodów, upraw leśnych
- mysz zaroślowa (Apodemus sylvaticus)
- mysz zielna (Apodemus uralensis)
- wydra europejska (Lutra lutra) – z wyjątkiem występującej na obszarze stawów rybnych, uznanych za obręby hodowlane

## Ochrona stanowisk
Rozporządzenie ministra środowiska z 12 października 2011 roku wymieniało 29 taksonów dziko występujących zwierząt, dla których wymagane jest ustalenie stref ochrony ostoi, miejsc rozrodu lub regularnego przebywania:
- iglica mała (Nehalennia speciosa)
- wąż Eskulapa (Elaphe longissima)
- gniewosz plamisty (Coronella austriaca)
- żółw błotny (Emys orbicularis)
- ślepowron (Nycticorax nycticorax)
- bocian czarny (Ciconia nigra)
- szlachar (Mergus serrator)
- orzeł przedni (Aquilla chrysaetos)
- orlik grubodzioby (Aquilla clanga)
- orlik krzykliwy (Aquilla pomarina)
- gadożer (Circaetus gallicus)
- bielik (Haliaetus albicilla)
- orzełek (Hieraaetus pennetus)
- kania czarna (Milvus migrans)
- kania ruda (Milvus milvus)
- rybołów (Pandion haliaetus)
- raróg (Falco cherrug)
- sokół wędrowny (Falco peregrinus)
- cietrzew (Tetrao tetrix)
- głuszec (Tetrao urogallus)
- puchacz (Bubo bubo)
- sóweczka (Glaucidium passerinum)
- włochatka (Aegolius funereus)
- kraska (Coracias garrulus)
- nietoperze (Chiroptera)
- żołędnica europejska (Eliomys quercinus)
- wilk (Canis lupus)
- ryś (Felis lynx)
- niedźwiedź brunatny (Ursus arctos)